# Mistrzostwa Świata w Wioślarstwie 2009 – czwórka podwójna mężczyzn
Czwórka podwójna mężczyzn (M4x) – konkurencja rozgrywana podczas Mistrzostw Świata w Wioślarstwie 2009 w Poznaniu między 23 a 30 sierpnia na Torze Regatowym Malta.

## Harmonogram konkurencji
Wszystkie godziny w czasie letnim (UTC+2)
| Godzina                        | Wydarzenie  | Runda         |
| ------------------------------ | ----------- | ------------- |
| Poniedziałek, 24 sierpnia 2009 | 12:30-12:48 | Eliminacje    |
| Środa, 26 sierpnia 2009        | 11:06-11:12 | Repasaże      |
| Piątek, 28 sierpnia 2009       | 14:53-15:09 | Półfinały A/B |
| Sobota, 29 sierpnia 2009       | 16:18-16:24 | Finał B       |
| Niedziela, 30 sierpnia 2009    | 12:33-12:48 | Finał A       |

## Medaliści
| Złoto                                                                        | Srebro                                                                   | Brąz                                                                    |
| Polska · Konrad Wasielewski · Marek Kolbowicz · Michał Jeliński · Adam Korol | Australia · Nick Hudson · Jared Bidwell · David Crawshay · Daniel Noonan | Niemcy · Tim Grohmann · Karsten Brodowski · Marcel Hacker · Tim Bartels |

## Wyniki

### Eliminacje
Reguła kwalifikacji: 1-3 → PA/B, 4.. → R

#### Eliminacje 1
| Miejsce | Zawodnik                                                               | Kraj              | Czas    | Uwagi |
| ------- | ---------------------------------------------------------------------- | ----------------- | ------- | ----- |
| 1       | David Šain Martin Sinković Damir Martin Valent Sinković                | Chorwacja         | 6:15,80 | PA/B  |
| 2       | Petr Buzrla Petr Vitásek Tomáš Karas David Jirka                       | Czechy            | 6:16,75 | PA/B  |
| 3       | Luca Ghezzi Luca Agamennoni Matteo Stefanini Simone Raineri            | Włochy            | 6:16,91 | PA/B  |
| 4       | Elliot Hovey Glenn Ochal William Miller Samuel Stitt                   | Stany Zjednoczone | 6:17,23 | R     |
| 5       | Atabak Peshyav Seyedmojtaba Shojaei Nima Benyaghoub Sani Meysam Johari | Iran              | 7:03,71 | R     |

#### Eliminacje 2
| Miejsce | Zawodnik                                                                | Kraj      | Czas    | Uwagi |
| ------- | ----------------------------------------------------------------------- | --------- | ------- | ----- |
| 1       | Konrad Wasielewski Marek Kolbowicz Michał Jeliński Adam Korol           | Polska    | 6:19,68 | PA/B  |
| 2       | Adrien Hardy Jonathan Coeffic Jean-Baptiste Macquet Pierre-Jean Peltier | Francja   | 6:19,85 | PA/B  |
| 3       | Janez Zupanc Gašper Fistravec Janez Jurše Iztok Čop                     | Słowenia  | 6:21,35 | PA/B  |
| 4       | Nick Hudson Jared Bidwell David Crawshay Daniel Noonan                  | Australia | 6:22,08 | R     |
| 5       | Igor Kuzmin Vladimir Latin Tõnu Endrekson Andrei Jämsä                  | Estonia   | 6:23,27 | R     |

#### Eliminacje 3
| Miejsce | Zawodnik                                                                        | Kraj            | Czas    | Uwagi |
| ------- | ------------------------------------------------------------------------------- | --------------- | ------- | ----- |
| 1       | Tim Grohmann Karsten Brodowski Marcel Hacker Tim Bartels                        | Niemcy          | 6:25,76 | PA/B  |
| 2       | Wiktor Hrebennykow Wołodymyr Pawłowśkyj Kostiantyn Zajcew Hennadij Zacharczenko | Ukraina         | 6:27,74 | PA/B  |
| 3       | Władisław Riabcew Władimir Wołodenkow Artiom Kosow Siergiej Fiodorowcew         | Rosja           | 6:28,33 | PA/B  |
| 4       | Brendan Crean Marcus Bateman Charles Cousins Sam Townsend                       | Wielka Brytania | 6:34,80 | R     |

### Repasaże
Reguła kwalifikacji: 1-3 → PA/B, 4... → FC
| Miejsce | Zawodnik                                                               | Kraj              | Czas    | Uwagi |
| ------- | ---------------------------------------------------------------------- | ----------------- | ------- | ----- |
| 1       | Nick Hudson Jared Bidwell David Crawshay Daniel Noonan                 | Australia         | 5:46,93 | PA/B  |
| 2       | Elliot Hovey Glenn Ochal William Miller Samuel Stitt                   | Stany Zjednoczone | 5:49,35 | PA/B  |
| 3       | Igor Kuzmin Vladimir Latin Tõnu Endrekson Andrei Jämsä                 | Estonia           | 5:59,61 | PA/B  |
| 4       | Atabak Peshyav Seyedmojtaba Shojaei Nima Benyaghoub Sani Meysam Johari | Iran              | 6:21,50 | FC    |
| 5       | Brendan Crean Marcus Bateman Charles Cousins Sam Townsend              | Wielka Brytania   |         | DNS   |

### Półfinały A/B
Reguła kwalifikacji: 1-3 → FA, 4... → FB

#### Półfinały A/B 1
| Miejsce | Zawodnik                                                                        | Kraj      | Czas    | Uwagi |
| ------- | ------------------------------------------------------------------------------- | --------- | ------- | ----- |
| 1       | Konrad Wasielewski Marek Kolbowicz Michał Jeliński Adam Korol                   | Polska    | 5:56,04 | FA    |
| 2       | Nick Hudson Jared Bidwell David Crawshay Daniel Noonan                          | Australia | 5:57,69 | FA    |
| 3       | David Šain Martin Sinković Damir Martin Valent Sinković                         | Chorwacja | 5:57,80 | FA    |
| 4       | Wiktor Hrebennykow Wołodymyr Pawłowśkyj Kostiantyn Zajcew Hennadij Zacharczenko | Ukraina   | 5:58,66 | FB    |
| 5       | Janez Zupanc Gašper Fistravec Janez Jurše Iztok Čop                             | Słowenia  | 6:04,53 | FB    |
| 6       | Igor Kuzmin Vladimir Latin Tõnu Endrekson Andrei Jämsä                          | Estonia   | 6:06,22 | FB    |

#### Półfinały A/B 2
| Miejsce | Zawodnik                                                                | Kraj              | Czas    | Uwagi |
| ------- | ----------------------------------------------------------------------- | ----------------- | ------- | ----- |
| 1       | Tim Grohmann Karsten Brodowski Marcel Hacker Tim Bartels                | Niemcy            | 5:57,52 | FA    |
| 2       | Luca Ghezzi Luca Agamennoni Matteo Stefanini Simone Raineri             | Włochy            | 5:58,98 | FA    |
| 3       | Adrien Hardy Jonathan Coeffic Jean-Baptiste Macquet Pierre-Jean Peltier | Francja           | 5:59,72 | FA    |
| 4       | Petr Buzrla Petr Vitásek Tomáš Karas David Jirka                        | Czechy            | 5:59,82 | FB    |
| 5       | Elliot Hovey Glenn Ochal William Miller Samuel Stitt                    | Stany Zjednoczone | 6:02,19 | FB    |
| 6       | Władisław Riabcew Władimir Wołodenkow Artiom Kosow Siergiej Fiodorowcew | Rosja             | 6:02,89 | FB    |

### Finał C
| Miejsce | Zawodnik                                                               | Kraj | Czas | Uwagi |
| ------- | ---------------------------------------------------------------------- | ---- | ---- | ----- |
| 1       | Atabak Peshyav Seyedmojtaba Shojaei Nima Benyaghoub Sani Meysam Johari | Iran |      |       |

### Finał B
| Miejsce | Zawodnik                                                                        | Kraj              | Czas    | Uwagi |
| ------- | ------------------------------------------------------------------------------- | ----------------- | ------- | ----- |
| 1       | Janez Zupanc Gašper Fistravec Janez Jurše Iztok Čop                             | Słowenia          | 5:46,81 |       |
| 2       | Wiktor Hrebennykow Wołodymyr Pawłowśkyj Kostiantyn Zajcew Hennadij Zacharczenko | Ukraina           | 5:47,02 |       |
| 3       | Władisław Riabcew Władimir Wołodenkow Artiom Kosow Siergiej Fiodorowcew         | Rosja             | 5:48,71 |       |
| 4       | Igor Kuzmin Vladimir Latin Tõnu Endrekson Andrei Jämsä                          | Estonia           | 5:49,68 |       |
| 5       | Petr Buzrla Petr Vitásek Tomáš Karas David Jirka                                | Czechy            | 5:50,00 |       |
| 6       | Elliot Hovey Glenn Ochal William Miller Samuel Stitt                            | Stany Zjednoczone | 5:51,24 |       |

### Finał A
| Miejsce | Zawodnik                                                                | Kraj      | Czas    | Uwagi |
| ------- | ----------------------------------------------------------------------- | --------- | ------- | ----- |
|         | Konrad Wasielewski Marek Kolbowicz Michał Jeliński Adam Korol           | Polska    | 5:38,33 |       |
|         | Nick Hudson Jared Bidwell David Crawshay Daniel Noonan                  | Australia | 5:39,66 |       |
|         | Tim Grohmann Karsten Brodowski Marcel Hacker Tim Bartels                | Niemcy    | 5:39,85 |       |
| 4       | David Šain Martin Sinković Damir Martin Valent Sinković                 | Chorwacja | 5:41,06 |       |
| 5       | Adrien Hardy Jonathan Coeffic Jean-Baptiste Macquet Pierre-Jean Peltier | Francja   | 5:45,57 |       |
| 6       | Luca Ghezzi Luca Agamennoni Matteo Stefanini Simone Raineri             | Włochy    | 5:45,76 |       |